# Sambhal
Sambhal är en stad i distriktet Moradabad i den indiska delstaten Uttar Pradesh. Folkmängden uppgick till 220 813 invånare vid folkräkningen 2011. Omkring hälften är av kasten yadav och muslimska grupper; andra kaster som är representerade i staden är olika jater, kharagvanshis, daliter, thakurs, gujarer med flera.[källa behövs]